# Eurycentrum obscurum
Eurycentrum obscurum là một loài thực vật có hoa trong họ Lan. Loài này được (Blume) Schltr. mô tả khoa học đầu tiên năm 1905.